# Recurvoidatus
Recurvoidella es un género de foraminífero bentónico de la subfamilia Recurvoidinae, de la familia Ammosphaeroidinidae, de la superfamilia Recurvoidoidea, del suborden Lituolina y del orden Lituolida. Su especie tipo es Recurvoidatus trochamminiformis. Su rango cronoestratigráfico abarca el Holoceno.

## Discusión
Clasificaciones previas incluían Recurvoidella en la superfamilia Haplophragmioidea, así como en el suborden Textulariina del orden Textulariida, o en el orden Lituolida sin diferenciar el suborden Lituolina.

## Clasificación
Recurvoidella incluye a las siguientes especies:
- Recurvoidatus parcus
- Recurvoidatus raissae
- Recurvoidatus spiculotestus
- Recurvoidatus trochamminiformis
  - Recurvoidatus trochamminiformis imperialis
- Recurvoidatus ultraabyssalicus